# BSCL2
BSCL2 (англ. BSCL2, seipin lipid droplet biogenesis associated) – білок, який кодується однойменним геном, розташованим у людей на короткому плечі 11-ї хромосоми. Довжина поліпептидного ланцюга білка становить 398 амінокислот, а молекулярна маса — 44 392.
| 10         |  | 20         |  | 30         |  | 40         |  | 50         |
| ---------- |  | ---------- |  | ---------- |  | ---------- |  | ---------- |
| MVNDPPVPAL |  | LWAQEVGQVL |  | AGRARRLLLQ |  | FGVLFCTILL |  | LLWVSVFLYG |
| SFYYSYMPTV |  | SHLSPVHFYY |  | RTDCDSSTTS |  | LCSFPVANVS |  | LTKGGRDRVL |
| MYGQPYRVTL |  | ELELPESPVN |  | QDLGMFLVTI |  | SCYTRGGRII |  | STSSRSVMLH |
| YRSDLLQMLD |  | TLVFSSLLLF |  | GFAEQKQLLE |  | VELYADYREN |  | SYVPTTGAII |
| EIHSKRIQLY |  | GAYLRIHAHF |  | TGLRYLLYNF |  | PMTCAFIGVA |  | SNFTFLSVIV |
| LFSYMQWVWG |  | GIWPRHRFSL |  | QVNIRKRDNS |  | RKEVQRRISA |  | HQPGPEGQEE |
| STPQSDVTED |  | GESPEDPSGT |  | EGQLSEEEKP |  | DQQPLSGEEE |  | LEPEASDGSG |
| SWEDAALLTE |  | ANLPAPAPAS |  | ASAPVLETLG |  | SSEPAGGALR |  | QRPTCSSS   |

A: Аланін

C: Цистеїн

D: Аспарагінова кислота

E: Глутамінова кислота

F: Фенілаланін

G: Гліцин

H: Гістидин

I: Ізолейцин

K: Лізин

L: Лейцин

M: Метіонін

N: Аспарагін

P: Пролін

Q: Глутамін

R: Аргінін

S: Серин

T: Треонін

V: Валін

W: Триптофан

Кодований геном білок за функцією належить до фосфопротеїнів. 
Задіяний у таких біологічних процесах, як метаболізм ліпідів, деградація ліпідів, альтернативний сплайсинг. 
Локалізований у мембрані, ендоплазматичному ретикулумі.